# Analiză granulometrică
Analiza granulometrică este un ansamblu de operații prin care se determină repartiția după dimensiuni a particulelor ce formează o rocă necoezivă sau pentru separarea unei fracțiuni dimensionale dintr-o pulbere cu granulație eterogenă. Ramura disciplinei tehnologice care studiază, clasifică și determină materialele după granulația particulelor componente se numește granulometrie. Analiza granulometrică este una din metodele experimentale ale acestei discipline.
În studiul granulometric al rocilor, în funcție de dimensiunea granulelor, analiza granulometrică se realizează prin cernere, pentru rocile cu particule cu dimensiunea mai mare de 0,1 mm sau prin sedimentare în caz contrar.
Rezultatul experimental al unei analize granulometrice este prezentat în general sub forma unui tabel în care sunt înregistrate procentual fracțiunile particulelor componente ale probei cu dimensiunile cuprinse într-un domeniu granulometric (sau plajă granulometrică). Fracțiunea granulometrică reprezintă procentul masic, mai rar volumic, din masa (volumul) total al probei.
Metoda de analiză granulometrică prin cernere se realizează cu ajutorul unor site granulometrice având dimensiunea ochiurilor standardizate. Proba de material (roca măcinată sau pulberea) este cernută succesiv printr-un set de asemenea site, apoi cantitățile de material reținute de fiecare sită sunt cântărite și prin raportarea lor la masa probei inițiale se calculează fracțiunile granulometrice.
Metoda analizei granulometrice este utilizată în domeniul litologiei și petrografiei, tehnologiei chimice și farmaceutice precum și în tehnologia materialelor abrazive.
Analiza granulometrică modernă are drept sistem de referință scara Wentworth și se aplică, în special, la studiul sedimentelor clastice pentru rezolvarea unor probleme de sedimentare (reconstituiri de paleomediu), de hidrologie (permeabilități și drenaje), geotehnică (tasări), geologie inginerească etc. Scara granulometrică Wentworth este o scară de dimensiuni ale particulelor detritice impusă în analiza granulometrică a sedimentelor și rocilor sedimentare. Scara granulometrică Wentworth stabilește patru clase granulometrice (psefit, psamit, aleurit, pelit) având ca limită între ele valorile de 2 mm, 0,063 mm și respectiv 0,0039 mm.